# Shizuka Arakawa

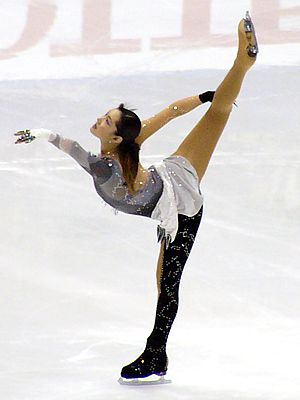

Shizuka Arakawa (荒川 静香, Arakawa Shizuka; Sendai, 29 december 1981) is een Japans kunstrijdster op de schaats. Kenmerkend voor haar repertoire zijn haar bijzonder vaardige uitvoeringen van de Biellmann-pirouette, maar vooral de Ina Bauer.
Zij werd olympisch kampioene tijdens de Winterspelen van 2006 in Turijn. Zij is de eerste Japanse goudenmedaillewinnares ooit op de Olympische Spelen bij het kunstrijden. In 2004 was ze al een keer wereldkampioen geworden.

## Belangrijke resultaten
| Kampioenschap                | 94/95 | 95/96 | 96/97  | 97/98 | 98/99 | 99/00 | 00/01  | 01/02  | 02/03  | 03/04 | 04/05 | 05/06 |
| ---------------------------- | ----- | ----- | ------ | ----- | ----- | ----- | ------ | ------ | ------ | ----- | ----- | ----- |
| Olympische Spelen            |       |       |        | 13e   |       |       |        |        |        |       |       | Goud  |
| Wereldkampioenschap          |       |       |        | 22e   |       |       |        |        | 8e     | Goud  | 9e    |       |
| Viercontinentenkampioenschap |       |       |        |       | 6e    |       | 6e     | Zilver | Zilver |       |       |       |
| Nationaal kampioenschap      |       |       | Zilver | Goud  | Goud  | 5e    | Zilver | Zilver | Brons  | Brons | tzt   | Brons |
| WK junioren                  | 8e    | 7e    | 8e     |       |       |       |        |        |        |       |       |       |
| NK junioren                  | Goud  | Goud  | Goud   |       |       |       |        |        |        |       |       |       |